# Thelonious Monk/Sonny Rollins
Thelonious Monk/Sonny Rollins ist ein Kompilationsalbum von Thelonious Monk und Sonny Rollins mit Aufnahmen, die bei drei Sessions zwischen dem 13. November 1953 und dem 25. Oktober 1954 entstanden waren und zunächst auf anderen Langspielplatten veröffentlicht wurden. Das Album, das auch zwei Titel enthält, auf denen Rollins nicht zu hören ist, erschien 1956 als 12-Zoll-Album bei Prestige Records und 1987 als Compact Disc bei Original Jazz Classics.

## Hintergrund
Zum Zeitpunkt der Veröffentlichung des Albums war Monk bereits fest bei Riverside Records unter Vertrag. Die Kompilation versammelt zwei Titel („The Way You Look Tonight“ und „I Want You to Be Happy“) vom 10-Zoll-Album Sonny Rollins and Thelonious Monk (Prestige PRLP 190) in der Aufnahme vom 25. Oktober 1954, „Work“ und „Nutty“ von der 10-Zoll-LP Thelonious Monk Plays (PRLP 189), aufgenommen in Triobesetzung am 22. September 1954, und „Friday the 13th“ von der 10-Zoll-LP Thelonious Monk Quintet Featuring Sonny Rollins Blows for LP (PRLP 166), es wurde am 13. November 1953 eingespielt. (Diese Aufnahmesitzung fand tatsächlich an einem Freitag statt; zur Sitzung kam Rollins wegen eines Autounfalls zu spät; Ray Copeland konnte wegen Krankheit nicht kommen.)
Das ursprüngliche 10-Zoll-Album Sonny Rollins and Thelonious Monk kam unter merkwürdigen Bedingungen zustande, schrieb Chris Ingalls; ursprünglich als Sonny-Rollins-Album mit dem Bassisten Tommy Potter, dem Schlagzeuger Art Taylor und dem Pianisten Elmo Hope als Sidemen konzipiert, änderte sich die Situation schnell, als Hope auf Grund von Beschuldigungen des Drogenmissbrauchs verhaftet wurde und Monk hinzugezogen wurde, um dessen Platz einzunehmen. Infolgedessen sind die drei mit Monk eingespielten Titel – The Way You Look Tonight (1936), I Want to Be Happy (1925) und More Than You Know (1929) – alle Standards. Einen Monat zuvor war es zu einem einmaligen Konzert von Monk und Rollins (mit Percy Heath und Willie Jones) gekommen, das als The Greatest in Modern Jazz plakatiert wurde.

## Titelliste
- Thelonious Monk / Sonny Rollins (Original Jazz Classics – OJCCD 059-2, Prestige – P-7075)
  1. The Way You Look Tonight (Jerome Kern, Dorothy Fields) 5:12
  2. I Want to Be Happy (Vincent Youmans, Irving Caesar) 7:39
  3. Work (Monk) 5:19
  4. Nutty  (Monk) 5:16
  5. Friday the 13th (Monk) 10:35

## Die Aufnahmesessions
| Format                                        | Besetzung                                                                                          | Datum              | Titel                                        | Bemerkungen zu weiteren Titeln                                             |
| --------------------------------------------- | -------------------------------------------------------------------------------------------------- | ------------------ | -------------------------------------------- | -------------------------------------------------------------------------- |
| Thelonious Monk Quintet (PRLP 166, PREP 1352) | Julius Watkins (fhr), Sonny Rollins (ts), Thelonious Monk (p), Percy Heath (kb), Willie Jones (dr) | 13. November 1953  | Friday the 13th                              | Let’s Call This, Think of One (2 Takes), siehe Monk                        |
| Thelonious Monk Trio Prestige PRLP 189        | Thelonious Monk (p), Percy Heath (kb), Art Blakey (dr)                                             | 22. September 1954 | Nutty, Work                                  | Blue Monk, Just a Gigolo (Monk solo), siehe Thelonious Monk Trio           |
| Sonny Rollins Quartet ,Prestige LP 190        | Sonny Rollins (ts), Thelonious Monk (p), Tommy Potter (kb), Art Taylor (dr)                        | 25. Oktober 1954   | I Want to Be Happy, The Way You Look Tonight | More Then You Know erschien auf dem Sonny-Rollins-Album Moving Out (1956). |

## Rezeption
Lindsay Planer meinte in Allmusic: „Ob beabsichtigt oder zufällig, die für diese LP zusammengestellten Tracks präsentieren Monk in den günstigen Grenzen und Einstellungen kleinerer Combos, angefangen von der Intimität des Trios mit Percy Heath und Art Blakey in ‚Nutty‘ bis hin zum ebenso groovenden ‚Work‘. Beide verwenden Monks unheimlichen und ausgeprägten Sinn für Melodie und fallen durch Blakeys ausgelassene perkussive Beiträge auf, die zuweilen zwischen Monks unzusammenhängendem Akkordwerk liegen. Das größere Quartett und das Quintett sind ebenso erfinderisch und behalten die höchst erfinderische Atmosphäre bei. Das unbestreitbare Highlight ist jedoch die Interaktion zwischen Monk und Rollins.“ Besonders hebt der Autor freie Interpretation des Pop-Standards The Way You Look Tonight hervor; ebenso schillernd sei I Want to Be Happy. Art Taylor und Tommy Potter „bieten den Solisten einen geschmeidigen und unbeschwerten Rahmen, um ihre unnachahmlichen und oft gegensätzlichen Beiträge zu verweben.“ Der letzte Track ist „der wunderschön dissonante“ und ausgedehnte Titel Friday the Thirteenth, der ironischerweise die erste zufällige Zusammenarbeit zwischen den beiden Co-Leader war. „Rollins ist in der Lage, eine gewundene Führung durch Monks kontrastierenden Akkordkontrapunkt zu winden“, schrieb Planer.
Zu Spiel von Rollins und Mok in Friday the 13th schrieb Planer: „Der funkelnde und erdige Ton im Tenorsaxophon scheint zwischen dem ausgesprochen komplexen und arithmetischen Fluss des Pianisten zu schmelzen, dessen Grundlagen die skurrile Melodie geschickt aufbauen und Rollins ein reichliches Bett bieten. Ohne Frage veranschaulichen die Ergebnisse dieser Partnerschaft die wahren Stärken der Musiker - sowohl als Interpreten als auch als Improvisatoren.“ Obwohl sich die Hintergrundkombination erheblich ändern würde, würden die überwiegend positiven Ergebnisse dieses Austauschs fast ein Jahr später zu einheitlich brillanten Interpretationen von The Way You Look Tonight und I Want to Be Happy führen.
Obwohl das Fehlen von Monks Originalkompositionen zu beklagen sei, „ist es erfrischend, Rollins wieder in der Band zu hören, insbesondere wenn man die Möglichkeit hat, ihn auf Titeln wie der erweiterten Version von ‚More Than You Know‘ uneingeschränkt solo zu spielen zu hören. Tatsächlich scheint die gesamte Banddynamik in Richtung der noch revolutionäreren Klänge zukünftiger Monk-Alben wie Brilliant Corners [1956] zu tendieren, mit atemberaubender Musikalität kombiniert mit der Art moderner, unvorhersehbarer Songstruktur, für die Monk schließlich bekannt sein würde.“